# Victor Horta
Victor Horta (Gante, 6 de janeiro de 1861 — Bruxelas, 8 de setembro de 1947) foi um arquiteto belga e o pioneiro da arquitetura art nouveau na Bélgica.

## Biografia

### Infância
Victor Horta nasceu no dia 6 de janeiro de 1861 em Gante. O pai dele, Pierre Horta era sapateiro e teve um total de 12 crianças (de dois matrimónios diferentes).
Ele teve uma relação difícil com a escola e era regularmente excluído. Victor Horta tinha uma paixão pelo violino.

### Formação
Victor Horta estudou em 1873 na Academia de Belas Artes na seção de arquitetura de Gante. No entanto, ele continua a assistir as aulas do ensino secundário no Athénée Royal de Gante (1874-1877). Em 1878, ele vai para Paris para o estúdio do arquiteto e decorador: Jules Debuysson, onde ele descobre a sua paixão pela arquitetura. Mas tem que voltar em 1880 pela morte do pai dele na Bélgica.  Em 1881, ele muda-se para Bruxelas onde vive depois do primeiro casamento. Victor Horta começou então a frequentar a aula de arquitetura da Academia Real de Belas-Artes de Bruxelas e ele entrou em estágio no estúdio do seu mestre e professor Alphonse Balat (1818-1895): arquiteto do rei Leopoldo II. Considerado como um estudante excepcional, Horta tornou-se o assistente do seu professor.

### Os anos Balat
Horta foi o primeiro arquiteto a ganhar o Prémio Godecharle, em 1884, quando tinha 23 anos.
Na Bélgica, a art nouveau amadureceu e encontrou a sua mais alta expressão na arquitetura de Victor Horta, que influenciou outros países. Entre as suas obras-primas, marcadas por pródigas decorações, estão a Casa Tassel (1892-1893), em Bruxelas, sua obra-prima, o Palacete Solvay (1895-1900), a Casa do Povo (1896-1899) e a sua própria residência no bairro de Saint-Gilles, em Bruxelas (1898-1899), mais tarde transformada no atual Museu Horta.

## Características
Continua a tradição das construções de Bruxelas, no entanto, os seus interiores são fantásticos pela utilização ousada dos novos materiais, como ferro, vidro e madeira. Na casa Tassel uniu as artes maiores (arquitetura) com as artes menores (mosaico, vitral e carpintaria); deu grande importância à luminosidade e à decoração, que, junto à estrutura, formam um todo.

## Prémio e distinções

### Prémio
- 1884: Prémio Godecharle

### Homenagens
- 1931: Descoberta de um asteróide que foi denominada 2913 Horta
- 1948: Fundação do Prémio Baron Horta, que é entregue pela Academia Real das Ciêncas, das Letras e das Belas-Artes da Bélgica (Académie royale des sciences, des lettres et des beaux-arts de Belgique)
- 1993: Inauguração no dia 3 de Dezembro da estação de Metropolitano de Bruxelas : estação Horta
- 1994: Introdução da nota de 2 mil francos belgas com o retrato de Victor Horta
- 1996: Fundação do Prémio Bruxelles-Horta, que é entregue pela Sociedade dos Arquitectos formados da Cidade de Bruxelas (Société des Architectes diplômés de la Ville de Bruxelles)

### Classificação UNESCO
- 2000: Classificação pela UNESCO de 4 casas de Victor Horta
  - Casa Tassel (1893)
  - Casa Solvay (1895-1903)
  - Casa van Eetvelde (1895-1901)
  - Casa Horta (1898-1901) (hoje Casa-museu Horta ou Museu Horta)

### Museus
Em Bruxelas, 3 obras do arquitecto são hoje museus:
- A casa pessoal e o estúdio de trabalho de Victor Horta, hoje a casa-museu Horta
- A Casa Autrique:  uma das primeiras realizações de Victor Horta, hoje um museu com uma cenografia desenhada por François Schuiten e Benoît Peeters[4]
- Os Antigos armazéns Waucquez, hoje Centro belga da Banda desenhada[5]

### Títulos de nobreza
Em 1932, o Rei Alberto I conferiu o título de nobreza de "Barão Victor Horta"

## Obras

### Em Bruxelas
- 1890: Casa Matyn  (50 Rua de Bordeaux – Saint-Gilles)
- 1890-1903: transformação de duas casas neoclássicas de 1844 que pertencia à Henri Van Cutsem, depois Casa Charlier e hoje Museu Charlier), protegidas em 1993 (16 avenida des Arts et 42 rua de la Charité – Saint-Josse-ten-Noode)
- 1892-1893: Casa Tassel – património mundial pela UNESCO (6 Rua Paul-Émile Janson – Ixelles)

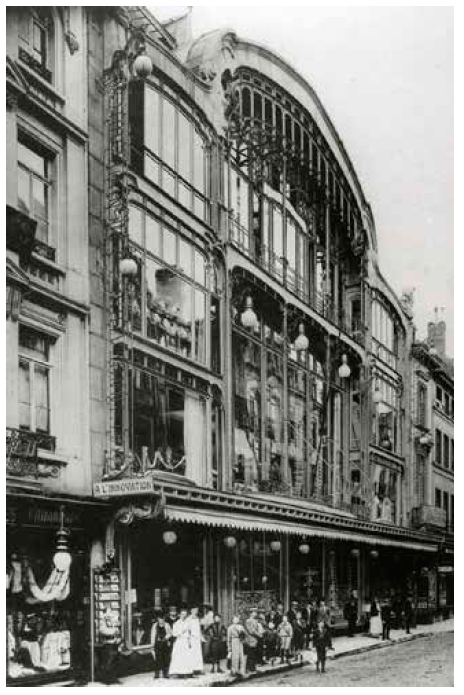
1901: À L'Innovation, Rua Neuve - Bruxelas.

- 1893: Casa Autrique (266 Chaussée de Haecht – Schaerbeek)
- 1894: Casa Winssinger (66 Rua de l'Hôtel des Monnaies – Saint-Gilles)
- 1894: Estúdio do escultor Godefroid Devreese (1861-1941) - transformado (71 Rua des Ailes – Schaerbeek)
- 1894-1895: Casa Frison (37 Rua Lebeau – Bruxelas-Cidade)
- 1894-1898: Casa Solvay – património mundial pela UNESCO (224 Avenida Louise – Ixelles)
- 1895-1897: Casa van Eetvelde – património mundial pela UNESCO (2-4 Avenida Palmerston – Bruxelas-Cidade)
- 1895-1899: Jardim de infância n°15 de Bruxelas-Cidade (40 Rua Saint-Ghislain – Bruxelas-Cidade)
- 1895-1923: Clínica Saint-Michel – em associação com os arquitetos Hubert Marcq e Fernand Symons (152-154 Rua de Linthout – Etterbeek)
- 1896: Casa Deprez-Van de Velde (3 Avenida Palmerston et 14 Rua Boduognat – Bruxelas-Cidade)
- 1896-1899: Casa do Povo – destruída em 1965 (Praça Émile Vandervelde – Bruxelas-Cidade)
- 1898-1901: Casa pessoal e estúdio de Victor Horta – património mundial pela UNESCO (23-25 Rua Américaine – Saint-Gilles)
- 1899: Pavilhão das Paixões humanas abrigando um relevo do escultor belga Jef Lambeaux (1852-1908) (Parque do Cinquentenário – Bruxelas-Cidade)
- 1899-1902: Casa Aubecq – destruída em 1950. Uma das fachadas foi removida em 1949 e armazenada sequencialmente em vários lugares, incluindo num quartel de Namur através do trabalho do arquiteto Jean Delhaye, ex-aluno e salvador de alguns edifícios de Victor Horta.  (520 Avenida Louise – Ixelles)
- 1901: Grande armazém “À l'Innovation” – destruído por um incêndio em 1967  (Rua Neuve – Bruxelas-Cidade)
- 1901-1903: Casa-estúdio do escultor Pierre Braecke  (31 Rua de l'Abdication – Bruxelas-Cidade)
- 1901-1903: Casa-estúdio do escultor do Fernand Dubois (80 Avenida Brugmann – Forest)
- 1903: Grande armazém “le Grand bazar Anspach” (Boulevard Anspach – Bruxelas-Cidade)
- 1903: Antigos armazéns Waucquez, hoje Centro belga da Banda desenhada (20-21 Rua des Sables – Bruxelas-Cidade)
- 1903: Casa Sander Pierron (157 Rua de l'Aqueduc – Ixelles)
- 1904-1906: Casa Max Hallet  (346 Avenida Louise – Ixelles)
- 1906: Casa Vinck (85 Rua Washington – Ixelles)
- 1906-1923: Hospital Brugmann (4 praça Van Gehuchten - Laeken)
- 1909: Antigos armazéns irmãos Wolfers (11-13 Rua d'Arenberg – Bruxelas-Cidade)
- 1922-1928: Palácio de Belas Artes de Bruxelas (23 Rua Ravenstein – Bruxelas-Cidade)
- 1947-1952: Estação Central de Bruxelas acabada por Maxime Brunfaut (2 Carrefour de l’Europe – Bruxelas-Cidade)

### Em Gante
- 1885: Três casas  (49, 51 e 53 Twaalfkameren, Gante)

### Em La Hulpe
- 1895-1896: Bomba manual de água do picadeiro do Castelo de La Hulpe
- 1912: "La Bastide", casa do campo pessoal de Victor Horta[7]

### Em Oudenburg (perto de Oostende)
- 1890: A sepultura de Désiré Lesaffre ordenada pela loja maçónica Les Amis Philanthropes

### Em Tournai
- 1922-1928: Le Museu das Belas-Artes de Tournai (primeiros planos : antes da Primeira Guerra Mundial)
- Duas bases em associação com o seu amigo: o escultor Guillaume Charlier

### Na Alemanha
- 1903: Grande armazém “Grand Bazar" em Frankfurt am Main, destruído